# Емир
Амир пренасочва насам.  За други значения вижте Амир (пояснение).
Емир или амир (на арабски: امير – ’amīr – повелител, вожд) в някои мюсюлмански страни от Близкия изток и Африка е титла, носена от владетеля, княза.
До възникването на исляма емири били пълководците, а след това мюсюлманските владетели, осъществяващи държавната и духовна власт (бухарски емир, емир на Афганистан и др.).
Халиф Умар първи приема титлата амир ал-муминин (امیر المعمنین – ’amīr al-mu’minīn), т.е. „повелител на вярващите“.
Титлата емир носят и синовете на арабските монарси (примерно в Саудитска Арабия).